# Federación de Fútbol de Timor Oriental
El Consejo Nacional de Fútbol (NFC) es el organismo rector del fútbol en Timor Oriental. Fue fundada en 2002 con el nombre de Federación de Fútbol de Timor Oriental, desde 2005 es miembro de la FIFA y desde 2002 de la AFC. Organiza el campeonato de Liga y de los partidos de la selección nacional en sus distintas categorías.
La Federación de Fútbol de Timor Oriental fue disuelta a fines del año 2013 por la FIFA dada las acusaciones de corrupción y sobornos que pesaban sobre el entonces presidente de la Federación de Fútbol de Timor Oriental, Francisco Lay Kalbuadi. En su lugar fue creado el Consejo Nacional de Fútbol.